# 2016 en Afrique
Liste d'évènements de l'année 2016 en Afrique, sauf dans les pays ayant leur propre article.

## Événements

### Janvier
- 6 janvier : Paul Kaba Thiéba devient Premier ministre du Burkina Faso.
- 7 janvier : un attentat de l'État islamique, à Zliten en Libye, tue au moins 65 personnes.
- 14 janvier : l'Organisation mondiale de la santé annonce la fin de l'épidémie de maladie à virus Ebola en Afrique de l'Ouest.
- 15 janvier :
  - les attentats de Ouagadougou au Burkina Faso font 30 morts ;
  - bataille d'Al-Adde en Somalie.
- 30 janvier : massacre de Dalori au Nigeria.

### Février
- 2 février : accident du vol 3159 Daallo Airlines en Somalie.
- 7 février : le Parlement d'Algérie adopte une révision de la constitution.
- 11 - 15 février : bataille de Goshi au Nigeria.
- 14 février : élection présidentielle en République centrafricaine (2e tour), Faustin-Archange Touadéra est élu.
- 18 février : élections législatives et élection présidentielle en Ouganda, Yoweri Museveni est réélu.
- 21 février :
  - élection présidentielle aux Comores (1er tour) ;
  - élection présidentielle au Niger (1er tour).
- 24 février : bataille de Kumché au Nigeria contre Boko Haram.

### Mars
- 6 et 20 mars : élection présidentielle au Bénin, Patrice Talon est élu au 2e tour.
- 7 mars : bataille de Ben Gardane en Tunisie.
- 13 mars : attentat à Grand-Bassam en Côte d'Ivoire[1].
- 17 mars : Radio France internationale commence la diffusion durant 2 semaines de messages en plusieurs langues pour la mobilisation contre l'infection à virus Zika[2].
- 20 mars :
  - élections législatives au Cap-Vert remportées par le Mouvement pour la démocratie ;
  - élection présidentielle en République du Congo, Denis Sassou-Nguesso est réélu ;
  - élection présidentielle au Niger (2e tour), Mahamadou Issoufou est réélu ;
  - référendum constitutionnel au Sénégal, les propositions sont approuvées par 62,9 % des votants.
- 30 mars : le gouvernement d'union nationale de Fayez el-Sarraj s'installe à Tripoli (Libye).
- 31 mars : 2e tour des élections législatives centrafricaines.

### Avril
- 2 avril : Simplice Sarandji est nommé Premier ministre de Centrafrique.
- 8 avril : élection présidentielle à Djibouti, Ismaïl Omar Guelleh est réélu au 1er tour.
- 10 avril :
  - aux Comores, Azali Assoumani est élu au 2e tour de l'élection présidentielle ;
  - Idriss Déby est réélu au 1er tour de l'élection présidentielle au Tchad ;
  - Olivier Mahafaly Solonandrasana est nommé Premier ministre de Madagascar après la démission de Jean Ravelonarivo.
- 11 au 15 avril : référendum au Darfour (Soudan).
- 15 avril : massacre de Gambella en Éthiopie.
- 18 avril : bataille de Kareto au Nigeria.
- 22 avril : le Conseil d'État libyen tient sa première réunion à Tripoli.
- 24 avril : élection présidentielle en Guinée équatoriale, Teodoro Obiang Nguema Mbasogo est réélu.

### Mai
- 12 mai : début de la bataille de Syrte en Libye.

### Juin
- 3 et 4 juin : bataille de Bosso au Niger.
- 9 juin : bataille d'Halgan en Somalie.
- 25 juin : attaque d'un hôtel de Mogadiscio en Somalie.

### Juillet
- 17 juillet :
  - élection présidentielle à Sao Tomé-et-Principe (1er tour) ;
  - le 27e sommet de l'Union africaine se termine sans pouvoir élire un nouveau président de la Commission de l'Union africaine ; le mandat de Nkosazana Dlamini-Zuma est prolongé jusqu'en janvier 2017[3].
- 19 juillet : combat de Nampala au Mali.
- 21 juillet : quatrième bataille de Kidal au Mali.
- 30 juillet : le parlement de Tunisie retire sa confiance au chef du gouvernement Habib Essid.

### Août
- 1er août : raids américains sur les positions de l'État islamique à Syrte en Libye[4].
- 3 août : élections municipales en Afrique du Sud.
- 5 août : début du mouvement de protestation en Éthiopie.
- 7 août : élection présidentielle à Sao Tomé-et-Principe (2e tour) remportée par Evaristo Carvalho.
- 11 août : élection présidentielle, élections législatives et référendum constitutionnel en Zambie.
- 26 août : le gouvernement Youssef Chahed obtient la confiance du Parlement de Tunisie.
- 27 août : élection présidentielle au Gabon, Ali Bongo est réélu ; des manifestations s'ensuivent.

### Septembre
- 8 au 10 septembre : élections législatives aux Seychelles.
- 10 septembre : un séisme de magnitude 5,7 frappe le nord-ouest de la Tanzanie[5].
- 19 au 21 septembre : troisième bataille de Malam Fatori au Nigeria.
- 19 au  20 septembre : plusieurs émeutes secouent Kinshasa en RDC, une vingtaine de manifestants de l'opposition sont tués au cours des heurts qui frappent la capitale[6].
- au cours du mois : point de départ du scandale Life Esidimeni

### Octobre
- 2 octobre : élection présidentielle au Cap-Vert, Jorge Carlos Fonseca est réélu.
- 6 octobre : 
  - attaque de Tazalit au Niger.
- 7 octobre : élections législatives au Maroc.
- 10 octobre : faisant face à des mouvements de contestation, le gouvernement éthiopien déclare l'état d'urgence pour une durée de six mois[7].
- 11 octobre : début des manifestations dans les régions anglophones du Cameroun.
- 21 octobre : accident ferroviaire d'Éséka au Cameroun.
- 23 octobre au 27 décembre : élections législatives en Somalie.
- 30 octobre : référendum constitutionnel en Côte d'Ivoire, la nouvelle constitution est approuvée.
- 31 octobre : fin de l'opération Sangaris en République centrafricaine.

### Novembre
- 7 au 18 novembre : Conférence de Marrakech (COP22).
- 8 novembre : la nouvelle constitution de Côte d'Ivoire est promulguée, le pays entre dans la Troisième République.
- 17 novembre : Samy Badibanga est nommé Premier ministre de la République démocratique du Congo, succédant à Augustin Matata Ponyo.

### Décembre
- 1er décembre : élection présidentielle en Gambie, Adama Barrow est élu face au président sortant Yahya Jammeh.
- 5 décembre : fin de la bataille de Syrte en Libye, les forces du GNA reprennent Syrte à l'État islamique.
- 7 décembre : élection présidentielle au Ghana, Nana Akufo-Addo est élu.
- 9 décembre :
  - six policiers sont tués dans un attentat au Caire en Égypte[8] ;
  - au Nigeria, un attentat à Madagali fait 56 morts.
- 10 décembre : l'effondrement d'une église cause au moins 50 morts à Uyo au Nigeria[9].
- 11 décembre :
  - attentat de l'église Saint-Pierre-et-Saint-Paul du Caire en Égypte ;
  - attentat à Mogadiscio en Somalie par camion piégé.
- 18 décembre : élections législatives en Côte d'Ivoire.
- 31 décembre : En République démocratique du Congo, Joseph Kabila accepte la tenue d'une élection présidentielle en 2017 afin de désigner son successeur, mettant fin à une crise politique.